# Guido Lo Porto
Guido Lo Porto, né à Palerme le 3 février 1937, est un homme politique italien.
Membre du Mouvement social italien puis de l'Alliance nationale, il est député de 1972 à 2001, puis siège entre 2001 et 2008 à l'Assemblée régionale sicilienne qu'il préside de 2001 à 2006.

## Biographie
Jeune militant étudiant au sein du mouvement nationaliste Fronte universitario d'azione nazionale, il est conseiller national de l'organisation estudiantine UNURI (Unione nazionale universitaria rappresentativa italiana) entre 1960 et 1965. En 1969, il est surpris par la police sur un champ de tir clandestin à Bellolampo, près de Palerme, avec le militant néo-fasciste Pierluigi Concutelli, fondateur quelques mois plus tard du groupe Ordine Nuovo.
Il est diplômé en droit et devient avocat.
En 1972, il a été élu député national sur les listes du Mouvement social italien. Membre du courant modéré de Pino Romualdi, rejetant le corporatisme, partisan du libre marché et prônant l'alliance avec la droite démocratique et légaliste, il n'hésite pas organiser des soirées électorales en discothèque et à offrir des bouteilles d'Amaro 18 Isolabella à ses électeurs.
Réélu député dans les élections suivantes, il est membre de la direction nationale du MSI et en devient secrétaire national adjoint. Au congrès de Sorrento de 1987, il soutient Gianfranco Fini face à Pino Rauti pour la succession de Giorgio Almirante à la tête du MSI, avant s'allier à Rauti qui prend à son tour la direction du parti puis de revenir vers Fini qui retrouve le pouvoir et transforme le MSI en Alliance nationale. 
Entretemps, il siège à la commission parlementaire anti-mafia entre 1983 et 1992, et critique en 1987 la décision de créer le maxi-procès. Il est conseiller municipal de Palerme dans les années 1980 et de 1998 à 1999, et il dirige au début des années 1990 l'organe de son parti,Secolo d'Italia.
Après les élections de 1994, où il bat l'ancien magistrat Antonino Caponnetto, il est nommé sous-secrétaire à la défense dans le premier gouvernement Berlusconi. Réélu à la Chambre en 1996 et 2001 sous les couleurs de l'Alliance nationale, parti dont il est coordonnateur régional en Sicile de 1994 à 2002, remplacé par Nello Musumeci.
En 2001, il quitte la Chambre des députés pour l'Assemblée régionale sicilienne, dont il est élu président. Durant les cinq ans de sa présidence, plusieurs réformes institutionnelles importantes, comme l'élection directe du président de la région et la modification du règlement de l'Assemblée, sont adoptées. 
Il est reconduit à l'ARS lors des élections régionales de 2006, et devient assesseur pour le budget au sein de la junte de Salvatore Cuffaro jusqu'à sa démission en 2008.
Il fonde en juin 2007 l'hebdomadaire Il Siciliano qui paraît jusqu'en 2009.